# Rafael Gil

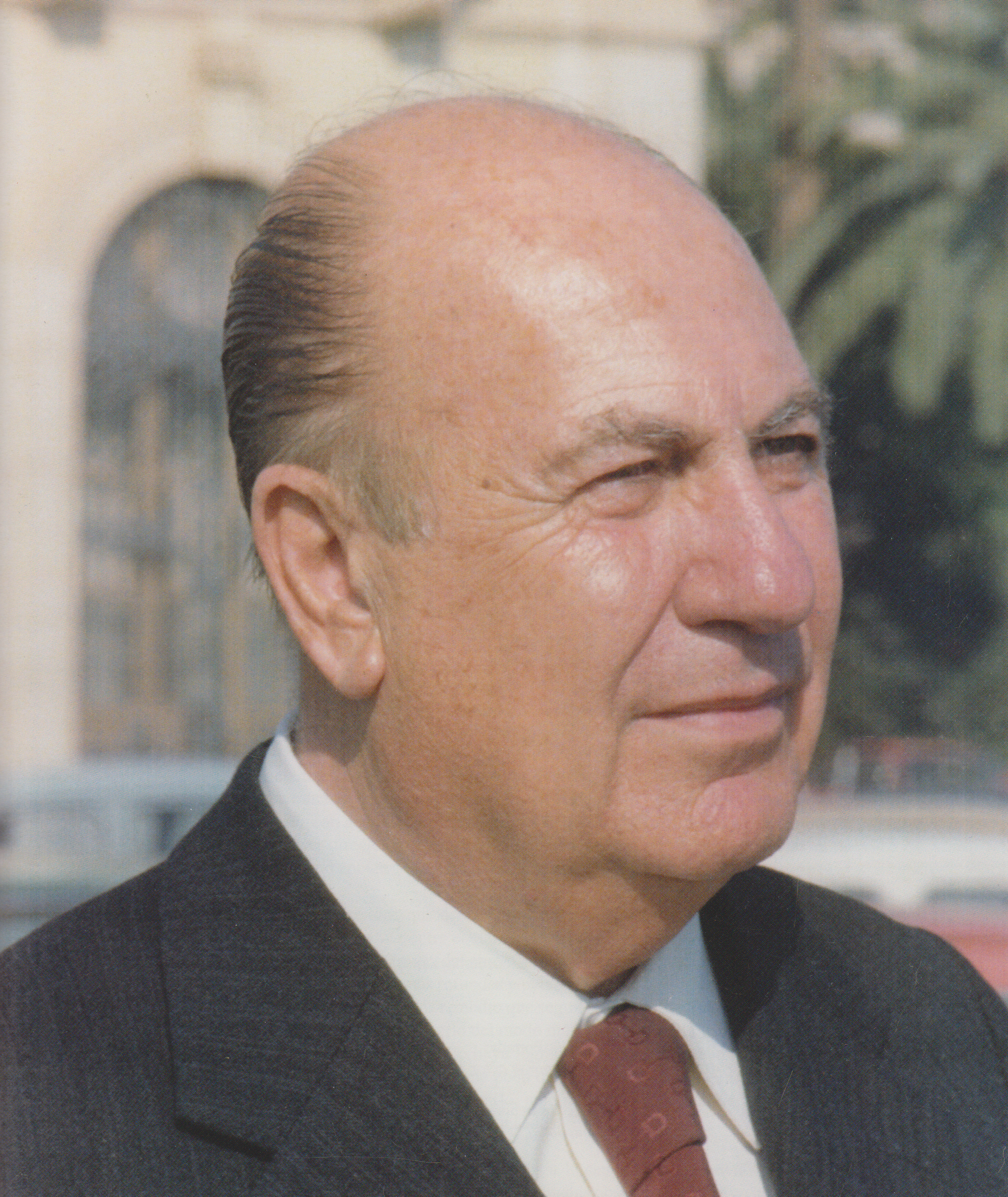
Rafael Gil

Rafael Gil (* 22. Mai 1913 in Madrid; † 10. September 1986 ebenda) war ein spanischer Filmregisseur.

## Leben
Rafael Gil schrieb als Filmjournalist für verschiedene Fach- und Tageszeitungen und veröffentlichte auch Fachbücher zum Film. Über die Herstellung von Kurzfilmen und Dokumentationen gelangte er zum Kino und debütierte 1941 als Regisseur eines Langfilms. Gil war in mehreren Genres tätig und realisierte mehrfach Literaturverfilmungen. Während der Franco-Zeit war er einer der populärsten Vertreter des spanischen Films. In Deutschland wurde er vor allem durch Filme mit religiösem Hintergrund bekannt. Er inszenierte mehr als 80 Produktionen.

## Filmografie (Auswahl)
- 1947: Don Quijote de la Mancha
- 1948: Mare Nostrum
- 1951: Das Wunder von Fatima (La señora di Fátima) (& Drehbuch)
- 1952: Die Klosterschwester (Sor intrepida)
- 1953: Der Verräter des Herrn – Judas Ischariot (El beso de Judas)
- 1961: Die Liebe ist ein seltsames Spiel (Cariño mio)
- 1972: Der Zweifel (La duda)